# Electric Suspension Control System
Electric Suspension Control System (afgekort ESCS) is een elektronische dempingsregeling van Kawasaki motorfietsen.
Het is een elektronische dempingsregeling op de voorvork die voor het eerst werd toegepast op de GPX 750 R (1986). ESCS is niet de vervanger van Kawasaki's AVDS, maar de twee systemen zijn gecombineerd. De werking lijkt op NEAS.